# إزرائيل هوروويتز
إزرائيل هوروويتز (بالإنجليزية: Israel Horowitz)‏ هو ملحن ومنتج أسطوانات وصحفي أمريكي، ولد في 6 سبتمبر 1916 في نيويورك في الولايات المتحدة، وتوفي في 26 ديسمبر 2008 في كلوستر في الولايات المتحدة.

## وصلات خارجية
- إزرائيل هوروويتز على موقع ميوزك برينز (الإنجليزية)
- إزرائيل هوروويتز على موقع ديسكوغز (الإنجليزية)